# Spiros Argiris
Spiros Argiris (auch Spyros Argiris, griech. Σπύρος Αργύρης; * 24. August 1948 in Athen; † 19. Mai 1996 in Nizza) war ein griechischer Dirigent.

## Leben und Wirken
Spiros Argiris studierte Dirigieren an der Universität für Musik und darstellende Kunst Wien bei Hans Swarowsky und am Conservatoire Américain in Fontainebleau bei Nadia Boulanger sowie Piano bei Alfons Kontarsky. Er war von 1986 bis 1992 Musikdirektor des Festival dei Due Mondi in Spoleto und des „Spoleto Festivals USA“ in Charleston, South Carolina. Außerdem war er Musikdirektor des Teatro Giuseppe Verdi in Triest, von 1989 bis 1990 des Orchestre Philharmonique de Nice in Nizza und von 1991 bis 1994 am Teatro Massimo Bellini in Catania.
Spiros Argiris dirigierte in Deutschland an der Hamburgischen Staatsoper, an der Deutschen Oper Berlin und an der Bayerischen Staatsoper; in anderen europäischen Ländern an der Oper Rom, an der Opéra de Monaco und an der Opéra Bastille in Paris und in Nordamerika an den Opernhäusern in Baltimore, Miami und Montreal. Als Konzertdirigent leitete er unter anderem das Rundfunk-Sinfonieorchester Berlin, das WDR Sinfonieorchester Köln, das Gewandhausorchester Leipzig, das Orchestre symphonique de Montréal und das Melbourne Symphony Orchestra. Sein Repertoire reichte von klassischen Opern, unter anderem von Wolfgang Amadeus Mozart, Giuseppe Verdi und Richard Strauss, bis zu zeitgenössischen Kompositionen von Alfred Schnittke und Hans Werner Henze.
Spiros Argiris starb an Lungenkrebs im Hospital des Stadtteils Cimiez von Nizza. Er lebte in Monte Carlo, war verheiratet mit Lena Argiris und hatte einen Stiefsohn.
Die Städte Sarzana und Pietrasanta führen jährlich den „Premio Spiros Argiris“ durch, einen internationalen Wettbewerb für junge Opernsänger.